# Margarita Schwarz-Gagg
Margarita Schwarz-Gagg (* 19. Dezember 1899 in Konstanz; † 10. Dezember 1989 in Bern, heimatberechtigt in Villigen und Rüfenach), ref., gilt als Mutter der schweizerischen Mutterschaftsversicherung.

## Leben
Margarita Gagg war die Tochter des Gustav Gagg und der Gertrud geborene Leiner. Sie studierte als eine der ersten Schweizerinnen Staatswissenschaft und promovierte 1924 als zweite Nationalökonomin in Bern. 1928 heiratete sie den Statistiker Arnold Schwarz und erzog drei Söhne.

## Arbeit
Margarita Schwarz-Gagg gehörte zu den wenigen Frauen, die sich in das nationale politische Leben einklinken konnten, obwohl Schweizer Frauen damals noch kein Stimm- und Wahlrecht hatten. Sie engagierte sich in den Kommissionen des Bundes Schweizerischer Frauenvereine  (BSF) und portiert vom BSF war sie 1931–1965 als erste und lange als einzige Frau Mitglied der Eidgenössischen Fabrikkommission. Sie arbeitete in diversen eidgenössischen Expertenkommissionen zur Sozialgesetzgebung mit: Expertenkommission für die Prüfung der Fragen einer bundesrechtlichen Ordnung der Familienzulagen, Expertenkommission für die allgemeine Verordnung des Arbeitsgesetzes. Schwarz-Gagg war 1945–60 Mitglied der Schweizer Regierungsdelegation an internationalem Arbeitskonferenzen. 1955–67 leitete sie die Zentralstelle des Schweizer Verbands für Heimarbeit. Schwarz-Gagg sass in der AHV-Kommission und half mit, die Krankenversicherung zu revidieren. Insbesondere engagierte sie sich schon in den 1930er Jahren für eine Mutterschaftsversicherung. Die obligatorische Mutterschaftsversicherung wurde schliesslich erst nach ihrem Tod am 1. Januar 2005 eingeführt.
Margarita Schwarz-Gagg war Mitglied der Schweizer Akademikerinnen.

## Ehrungen
- Adelaide-Ristori-Preis (Centro Culturale Italiano)

## Werke
- Wesen und Aufgaben des Arbeiterinnenschutzes. Diss. Bern 1925.
- Weibliche Heimarbeit in der Schweiz. Gesamtbericht über die Heimarbeitsenquete 1925, veranstaltet durch die Soziale Käuferliga der Schweiz. [Bern] 1927
- Die Frau in der schweizerischen Industrie, Zürich 1928.
- Moderne Heimarbeit im Kanton Thurgau. Erfahrungen aus der Heimarbeitsenquête im Kanton Thurgau 1925, Frauenfeld 1930
- Gesetzliche Massnahmen zum wirtschaftlichen Schutz der Familie in der Schweiz, hrsg. von der Schweizerischen Vereinigung für Sozialpolitik,  [S.l.] : [s.n.], 1931
- Neueste Einblicke in die Frauenerwerbsarbeit der Schweiz [Teil 1–3], in: Schweizerische Lehrerinnen-Zeitung, 37/16, 37/17 und 37/18 (1932–1933).
- Die Notwendigkeit der Frauenerwerbsarbeit für die Schweiz, in: Zentralblatt des Schweizerischen Gemeinnützigen Frauenvereins, Jg. 21 (1933), 4 ; S. 94–102.
- Ein Jahr mehr Kindheit durch Heraufsetzung des Mindesteintrittsalters ins Erwerbsleben auf 15 Jahre (zur Frage des 9. Schuljahres ..., der Erhöhung des Schuleintrittsalters ...), ein Beitrag zum Kampf gegen die Arbeitslosigkeit. Redigiert [von] Dora Schmidt, Margarita Gagg u. a. ; (Schw. Vereinigung für Sozialpolitik; Schlussbericht des Arbeitsausschusses "Die Schulentlassenen im Erwerbsleben", erstattet im Herbst 1935), Zürich 1936.
- Ausbau der Mutterschaftsversicherung in der Schweiz – eine Studie zur Revision der Krankenversicherung. bearb. im Auftrag der Schweizerischen Vereinigung für Sozialpolitik, 1938
- Der Sonderschutz für Jugendliche und weibliche Arbeitnehmer, [S.l.] : [s.n.], 1966.
- Die Regelung des Mutterschutzes im Arbeitsrecht und in der Sozialversicherung, in: Schweizerische Zeitschrift für Sozialversicherung, 1967/18 11(1967), S. 18–37